# José Luis Yépez
José Luis Yépez Rodríguez (El Tocuyo; 23 de julio de 1964) es un periodista, docente universitario y actual Decano de Ciencias Económica y Sociales (FACES) de la Universidad Fermín Toro.

## Biografía
José Luis Yépez Rodríguez nació el 23 de julio de 1964 en el hospital Dr. Egidio Montesinos de la ciudad de El Tocuyo; sus padres fueron Ada Lina Rodríguez, una enfermera y Ali Antonio Yépez, un médico veterinario. Sus primeros estudios académicos lo realizó en el preescolar "Fundación del Niño", luego del primer grado al sexto grado en el colegio Diocesano La Concordia y en el liceo Eduardo Blanco término su bachillerato, mención ciencia; mientras estaba estudiando estuvo en una miniteca llamada "night flight" junto con otros compañeros. Es cuando decide ir a estudiar derecho en la Universidad de Los Andes (ULA) pero paso seis meses sin recibir una hora de clases por un paro universitario.
Es por eso cambia la carrera a la Comunicación Social, mención impreso de la Universidad del Zulia donde estuvo en la semana estudiando en Maracaibo y los fines de semana se iba a su pueblo natal para estar con su familia y amigos. mientras estudiaba comunicación social saco un examen que lo presentó en el extinto Ministerio de transporte y comunicación en la Universidad Nacional Experimental Politécnico "José Antonio Sucre" obteniendo el certificado de productor independiente #13.388, para así comenzando un programa radial en la radio Colonial de El Tocuyo a partir del sexto semestre en la universidad. Obtuvo su título de comunicación social el 22 de septiembre de 1989, en la promoción "Hacia el centenario de la LUZ"; días antes, recibió su medalla de grado de la mano del director de la Escuela de Comunicación Social de la Universidad del Zulia, Julio Fernández León, en el auditorio del Banco de Maracaibo.
La pasantía lo hizo en el periódico El Informador con la ayuda de su padre que conocía al jefe de redacción del periódico, quien lo dejaron trabajando luego de terminar su pasantía. En su tiempo en El Informador funda el Sindicato de Trabajos de El Informador como secretario general.

## Periodismo
En el periódico El Informador estuvo cubriendo la parte de economía y suplemento agrícola. Al pasar un tiempo, lo llama el jefe de los servicios informativos del Canal 8 (Venezolana de Televisión), Alfredo Álvarez, para informale si puede cubrir el primer encuentro de la Asamblea Venezolana de Alcalde, donde quedara electo el alcalde del municipio Libertador, Claudio Fermín como presidente de la asamblea; acepta la propuesta para entrevistar a Fermín, cuando término la emisión en vivo, le enviaron por fax el contrato para ser corresponsal de VTV en el Estado Lara.
Luego de seis meses trabajando en el canal 8, le sale la oportunidad de trabajar en Radio Caracas Televisión (RCTV), no lo piensa dos veces y pide vacaciones en El Informador para poder presentar la prueba para trabajar en RCTV, logra quedar y ser corresponsal de RCTV en la región de centro occidente desde 1992 hasta mediados del año 1994. Estuvo como secretario general del Colegio Nacional de Periodistas, seccional Lara desde 1992 a 1994.
Durante su trabajo como corresponsal de RCTV en la entidad, tuvo que cubrir la protesta de los estudiantes del Decanato de Agronomía de la Universidad Centroccidental Lisandro Alvarado por la falta de un comedor; esa protesta terminó siendo reprimida por la policía, y dio como resultado final la muerte de un estudiante de nombre Héctor José Guzmán en la redoma de Agua Viva del Municipio Palavecino. Mientras que estaba en el sitio le lanzan una piedra a José Luis a la cabeza que luego le agarraron 8 puntos de sutura.
En 2006, comienza a ser conductor del programa "Señal abierta" por el canal regional Promar Tv junto con su colega Kristian Rodríguez y Héctor Carmona, de lunes a viernes a las 6 de la mañana. Este programa de opinión duro hasta junio de 2015.
En septiembre de 2012, inicia un programa matutino "En Contacto" transmitido por Promar TV desde las 6:30 A. m. hasta las 8:00 A. m., donde el equipo de producción son íntegramente estudiantes de Comunicación Social de la Universidad Fermín Toro.
En el mes de junio de 2016, produce otro programa que es moderado y producido por el, y que se llama "60 Minutos con José Luis Yépez" que son entrevistas de personalidades del que hacer humano barqusimetano. Su primer camarógrafo fue Manuel Herrera hasta 2020, donde emigro con su familia para Atlanta, Georgia; ahora su actual camarógrafo es el costumbrista Carlos Guerra Brandt
en noviembre de 2022, fue nombrado como nuevo presidente de la Cámara de la Industria de la Radiodifusión (Camradio) Capítulo Centroccidental, en Asamblea Extraordinaria realizada en Barquisimeto. El 5 de octubre de 2023, fue otorgada la "Medalla al Mérito del Radiodifusor" en la 69 Asamblea Anual de la Cámara Venezolana de la Industria de la Radiodifusión.

## Política
En la política fue Diputado del IX Legislatura del Congreso Nacional de Venezuela que inicio su periodo el 23 de enero de 1994 en el partido Movimiento al Socialismo hasta su finalización el 23 de enero de 1999.

## Docencia
Su interés por la docencia comenzó en el mes de enero de 2005, donde comienza a dar clases como profesor de producción de medios audiovisuales en el diplomado en gerencia de la comunicación de la UCLA; un año después lo contratan para dar clases en la Universidad Católica Cecilio Acosta, Núcleo Barquisimeto en las cátedras de Radio, Periodismo Especializado y Pasantía de Desarrollo Social y en noviembre de 2006 en la universidad Fermín Toro en las asignaturas de Tecnología de la Comunicación II, Producción Radiofónica. El 25 de abril de 2008, recibe su diploma de Componente Docente en la Universidad Fermín Toro.
Para el año 2011, la Universidad Fermín Toro lo nombra como el nuevo director de la Escuela de Comunicación Social; pero para el mismo año lo ponen como   Decano de la Facultad de Ciencias Sociales y Económicas (FACES) que dura hasta 2019, donde lo pasaron a la dirección del decanato de la Facultad de Investigación y Post-grado hasta abril de 2022; de ahí, regreso nuevamente a la oficina de la Facultada de Ciencias Sociales y Económicas como decano en la Fermín Toro, reemplazando a la doctora Mariela Giménez.

## Vida privada
José Luis está casado con María Cristina Roberto, a quien conoció cuando estudiaba en el bachillerato; luego de 6 años y medio de noviazgo, se casaron el 5 de septiembre de 1987. Procrearon a tres hijos, José Luis Yépez Roberto, Luisanna Cristina Yépez Roberto y Gian Marco Yépez Roberto; sus dos primeros hijos siguieron sus pasos como periodista; pero su último hijo, Gian Marco, eligió la licenciatura en relaciones industriales.
Durante la Pandemia de COVID-19 fue ingresado en la Clínica Oído, Nariz y Garganta (ONG) por padecer Coronavirus en julio de 2021